# Here Are the Young Men
Pour plus de détails, voir Fiche technique et Distribution.
Here Are the Young Men est un film irlandais-américain de 2020 drame, écrit et réalisé par Eoin Macken. Il s'inspire du roman du même nom de Rob Doyle, publié en 2014, et dont le titre est une citation de la chanson « Decades » qui clôture l'album Closer (1980) de Joy Division. Il met en vedette Dean-Charles Chapman, Finn Cole, Anya Taylor-Joy et Ferdia Walsh-Peelo.
Le film a eu sa première mondiale au Galway Film Fleadh le 11 juillet 2020.

## Synopsis
A Dublin, Matthew et Kearney, arrêtent l'école et tombent dans un monde d'alcoolisme, de drogue et de violence pour une femme.

## Fiche technique
- Titre : Here Are the Young Men
- Réalisation : Eoin Macken
- Scénario : Eoin Macken
- Photographie : James Mather
- Montage : Colin Campbell
- Musique : Ryan Potesta
- Décors : Michael Moynihan
- Producteurs exécutifs : Paul W.S. Anderson, Eoin Macken, Conor Barry, Natalia Busquets, Jared Ceizler, Carlos Cuscó, Andrew Davies Gans, Emerson Machtus, Michael Raimondi, Gary Shortall, Gareth Young
- Producteurs : Richard Bolger, Noah C. Haeussner
- Producteurs associés : Luciano Silvestrini, Ariel Taboada, Midas Von Haeussner
- Co-productrice : Edwina Casey
- Producteur délégué : Howard Gibbins
- Sociétés de production : Hail Mary Pictures (auparavant TYM Productions) et Union Entertainment Group
- Sociétés de distribution : Well Go USA Entertainment et Signature Entertainment
- Pays de production :  États-Unis,  Irlande
- Langue originale : anglais
- Format :
- Genre :
- Durée : 96 minutes
- Dates de sortie [2] :
  - États-Unis : 12 mars 2021 (Capital Irish Film Festival)
  - Royaume-Uni : 30 avril 2021 (internet)

## Distribution
- Dean-Charles Chapman : Matthew
- Finn Cole : Kearney
- Anya Taylor-Joy : Jen
- Ferdia Walsh-Peelo : Rez
- Conleth Hill : Mark Kearney
- Travis Fimmel : Présentateur télé
- Emmett J. Scanlan : Un sans-abris
- Chris Newman : Dwayne Kearney
- Ralph Ineson : Mr. Landerton
- Susan Lynch : Lynn Connolly
- Lola Petticrew : Julie
- Noomi Rapace : Angel Dust

## Production
En août 2018, il a été annoncé que Dean-Charles Chapman, Finn Cole, Anya Taylor-Joy, Ferdia Walsh-Peelo, Conleth Hill et Lola Petticrew forment le noyau du casting du film, avec Eoin Macken réalisant à partir d'un scénario de Macken et Rob Doyle, inspiré du roman du même nom, écrit par Doyle. Richard Bolger, Noah Haeussner, Edwina Casey seront les producteurs du film, tandis que Paul W.S. Anderson, Andrew Davies Gans, Conor Barry et Michael Raimondi seront respectivement producteurs exécutifs sous leurs bannières Hail Mary Pictures et Union Entertainment Group,. En septembre 2018, Ralph Ineson et Susan Lynch font partie du casting du film. En novembre 2019, il a été annoncé que Travis Fimmel s'ajoute au casting du film.

### Bande son
Le film comprend une reprise de la chanson She's Lost Control de l'album Unknown Pleasures (1979) de Joy Division, mixant reprise et version originale.

## Sortie
Le film a eu sa première mondiale au Galway Film Fleadh le 11 juillet 2020. En novembre 2020, Well Go USA Entertainment et Signature Entertainment ont acquis respectivement les droits de distribution américains, britanniques et irlandais du film.